# Greigia steyermarkii
Greigia steyermarkii är en gräsväxtart som beskrevs av Lyman Bradford Smith. Greigia steyermarkii ingår i släktet Greigia och familjen Bromeliaceae. Inga underarter finns listade i Catalogue of Life.